# Sierra Madre de Chiapas

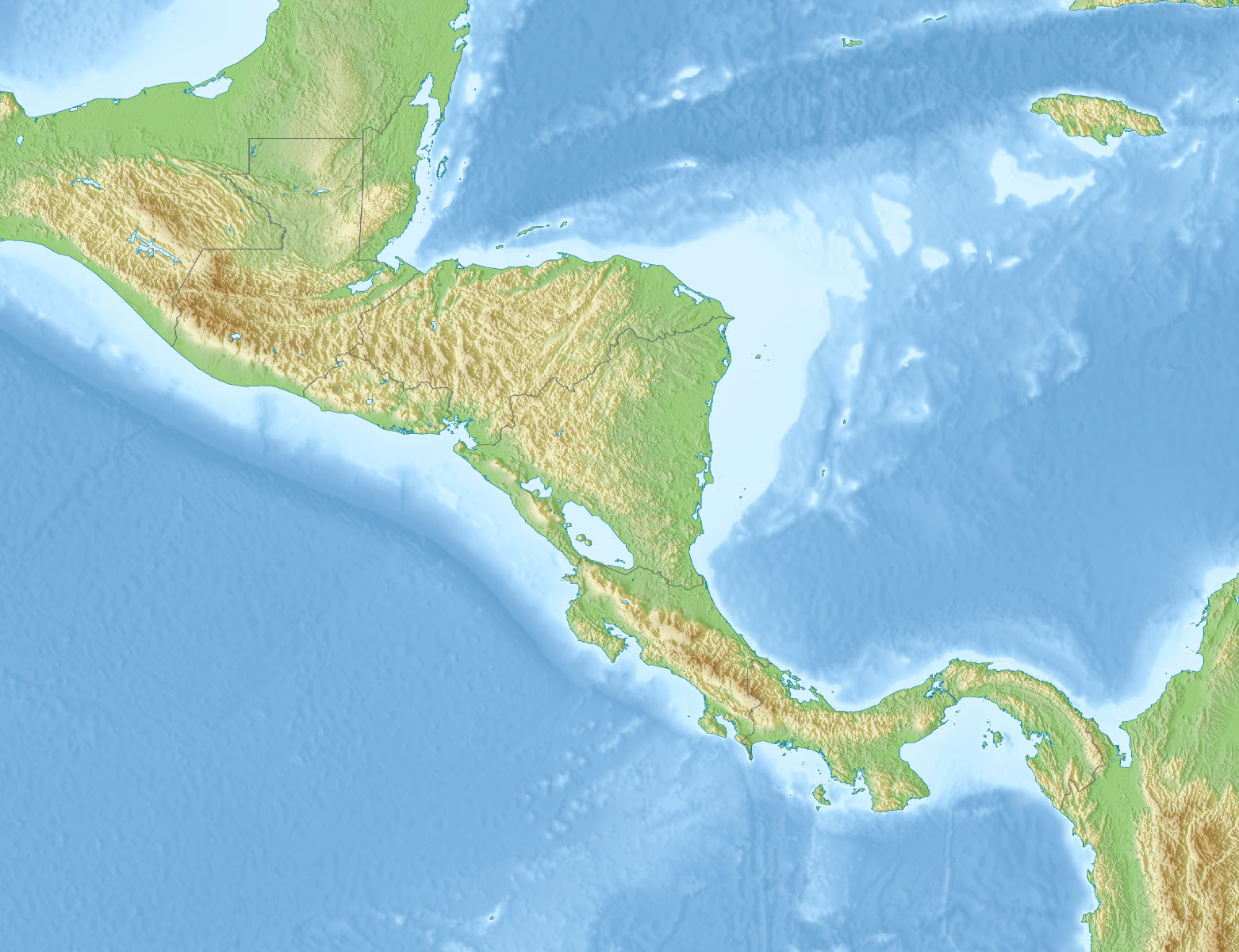
topografická mapa Střední Ameriky

Pohoří Sierra Madre de Chiapas (známé též jako „Cordillera Central“, v Guatemale také pouze jako „Sierra Madre“) je pohoří ve Střední Americe, které se rozprostírá na jihovýchodě Mexika (stát Chiapas), v Guatemale, Salvadoru a částečně zasahuje na západ Hondurasu. Jedná se o nejvyšší pohoří ve středoamerickém regionu, které vytváří rozsáhlý horský systém ve směru severozápad-jihovýchod. Nejvyšší body přesahují nadmořskou výšku 4 000 m n. m.
Pohoří vzniklo ke konci mezozoika v období křídy při podsouvání Kokosové tektonické desky pod méně hustou Karibskou desku a jižní část Severoamerické desky. Seismologické pohyby a vulkanická aktivita se ještě dnes podílejí na zdejší orogenezi. Sierra Madre de Chiapas je součástí amerických Kordiller. Na západě je ohraničena Tehuantepeckou šíjí, která ji odděluje od pohoří Sierra Madre del Sur. Na jih od pohoří leží úzký pás pobřežních nížin, které oddělují pohoří od Tichého oceánu. Severně od Sierra Madre de Chiapas se rozprostírá několik tektonických depresí, které oddělují Sierra Madre od nižších vysočin v Chiapasu, Guatemale a Hondurasu.
Nejvyšším bodem celého pohoří je Tajumulco (4 220 m n. m.), následují Tacaná (4 092 m n. m.) a Acatenango (3 976 m n. m.)

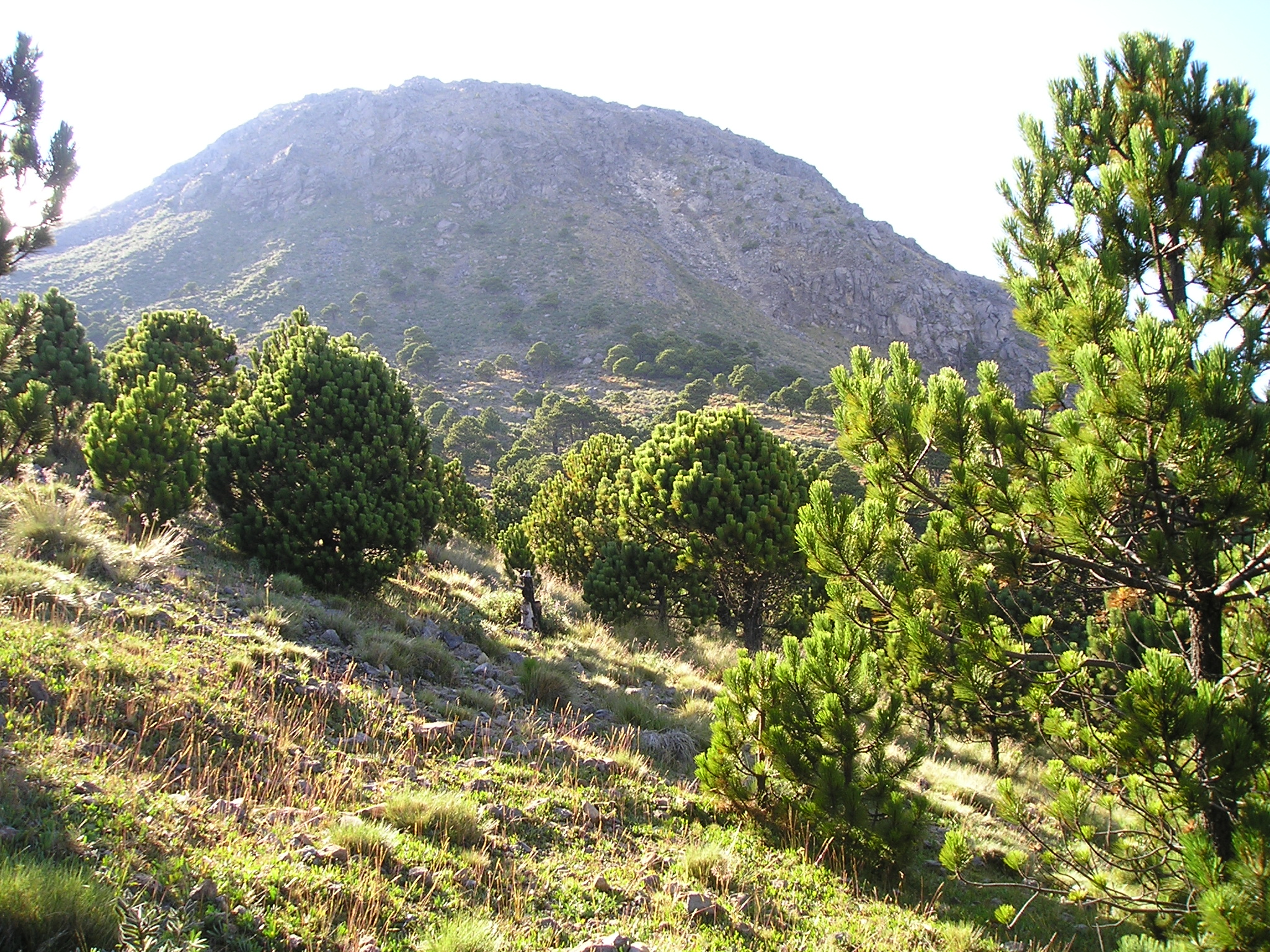
Tajumulco
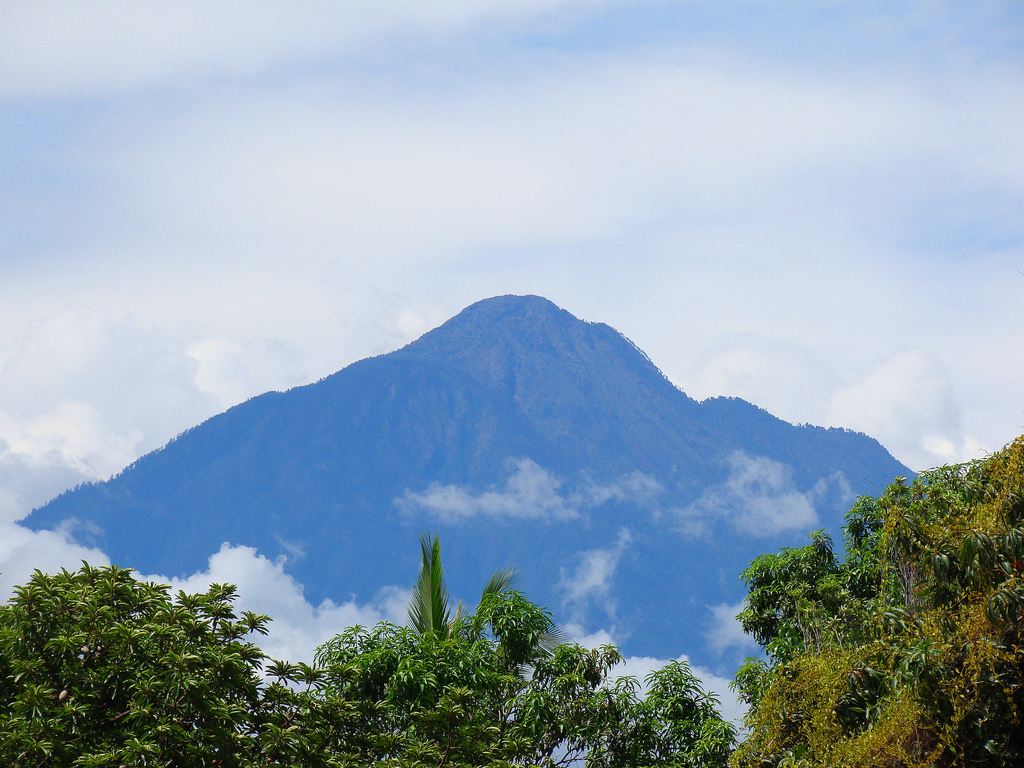
Tacaná
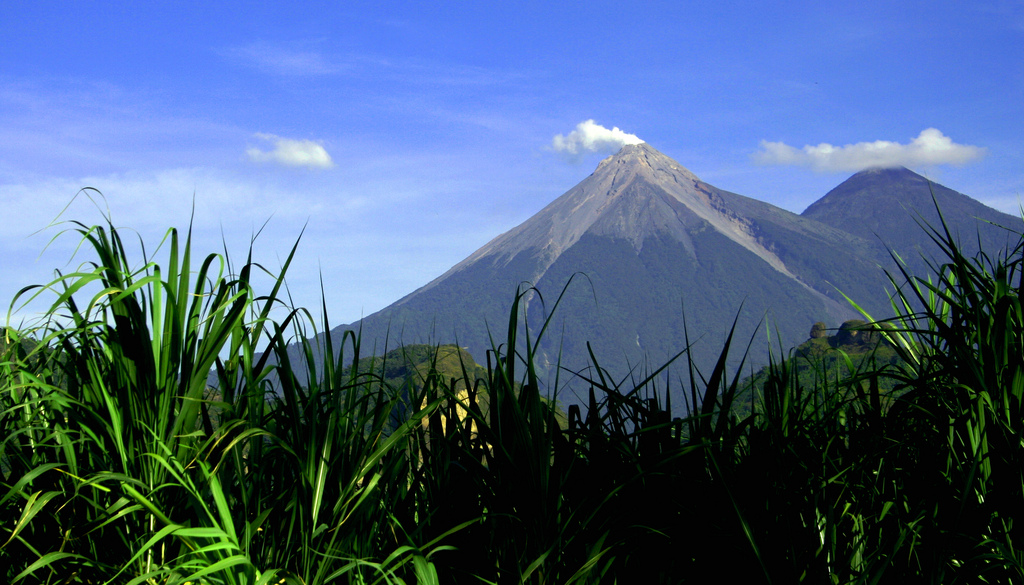
Acatenango a Fuego
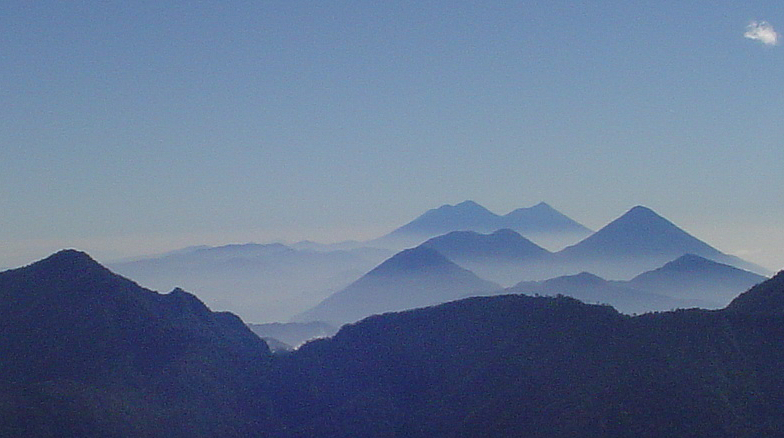
Sierra Madre de Chiapas na území Guatemely